# Duque Bacelar
Duque Bacelar es un municipio brasilero del estado del Maranhão. 
Se localiza en la microrregión de Coelho Neto, mesorregión del Este Maranhense. El municipio tiene cerca de 10 mil habitantes y 310 km². Fue creado el 1 de enero de 1955. Desmebrado del municipio de Coelho Neto , de acuerdo con el Decreto Ley n.º 1.294, fechado del 7 de diciembre de 1954, por el gobernador del Estado del Maranhão , Dr. Eugênio Barros y publicado en el Diario Oficial n.º 275, del 10 de diciembre de 1954.
El topónimo “Duque Bacelar”, fue dado al nuevo municipio en homenaje póstumo al coronel Raimundo Melo Bacelar, conocido como el “Duque Bacelar”.